# Ariella Reggio
Ariella Reggio, née le 6 septembre 1936 à Trieste, est une actrice italienne.

## Biographie
Après avoir obtenu son diplôme, Ariella Reggio étudie l'art dramatique à l'École Silvio D'Amico de Trieste. Elle rejoint ensuite une compagnie de théâtre appartenant au groupe RAI. Dans les années 1960, la comédienne s'installe en Angleterre où elle travaille en collaboration avec la BBC. Pendant cinq ans, elle participe à des émissions de radio et de télévision.
Quand Ariella Reggio retourne en Italie, elle se produit sur la scène du Piccolo Teatro de Milan, sous la direction de Giorgio Strehler. Par la suite, l'actrice joue au Teatro della Tosse de Gênes puis prend part à une opérette dans le Teatro Verdi de Trieste.
En 1976, elle fonde le théâtre populaire La Contrada avec d'autres acteurs et metteurs en scène. Ariella Reggio écrit de nombreuses pièces de théâtre pour la compagnie et signe notamment Ti ho sposato per allegria, Mrs. Rose e Il compleanno.
À la fin des années 1980, Ariella Reggio joue dans l'adaptation télévisée du roman La Conscience de Zeno, au côté de Ottavia Piccolo. En 2001, elle fait partie de la distribution du film Le Stade de Wimbledon réalisé par Mathieu Amalric. Après plusieurs apparitions dans des séries télévisées, Ariella Reggio participe au long métrage de Woody Allen, To Rome with Love.

## Filmographie

### Au cinéma
- 2001 : Le Stade de Wimbledon de Mathieu Amalric : La dame de l'hôpital
- 2006 : Il giorno + bello de Massimo Cappelli : La chef de l'office
- 2008 : Si può fare de Giulio Manfredonia : La mère de Gigio
- 2012 : To Rome with Love de Woody Allen : Tante Rita
- 2013 : Zoran, il mio nipote scemo de Matteo Oleotto : Clara

### À la télévision
- Séries télévisées
- 2007 : Les Spécialistes : Investigation scientifique (R.I.S. - Delitti imperfetti), épisode A presto, capitano (3-1)
- 2008 – 2012 : Tutti pazzi per amore, 74 épisodes : Zia Sofia
- 2010 : Crimini, épisode Little Dream (2-3)

- Téléfilms
- 1988 : La Conscience de Zeno (La coscienza di Zeno) : Maid
- 2002 : Un Maresciallo in gondola de Carlo Vanzina
- 2005 : Matilde de Luca Manfredi : dame Aldelina
- 2006 : I colori della gioventù de Gianluigi Calderone
- 2008 : Rebecca, la prima moglie de Riccardo Milani : la propriétaire de la maison de retraite
- 2011 : Atelier Fontana - Le sorelle della moda de Riccardo Milani : Zeide